# Ranulph Fiennes
Ranulph Fiennes, właśc. sir Ranulph Twisleton-Wykeham-Fiennes, trzeci baronet (ur. 7 marca 1944) – brytyjski odkrywca oraz polarnik i pisarz, zdobywca kilku rekordów.

## Życiorys
Fiennes służył osiem lat w Armii Brytyjskiej, gdzie brał udział w ekspedycji wspierającej armię  Sułtanatu Omanu w walce z komunistycznymi rebeliantami. Później, już jako profesjonalny podróżnik, został pierwszą osobą, która dotarła na biegun północny i biegun południowy drogą lądową i morską, a także pierwszym, który przemierzył całą Antarktydę piechotą. W maju 2009, w wieku 65 lat, zdobył Mount Everest. Według Księgi rekordów Guinnessa jest największym żyjącym odkrywcą. Jest autorem wielu książek na temat swojej służby w armii i ekspedycji a także polemiki broniącej Roberta Scotta przed współczesnymi rewizjonistami.

### Młodość
Urodził się 7 marca 1944 – już po śmierci ojca, podpułkownika kawalerii, sir Ranulpha Twisleton-Wykeham-Fiennesa, który zmarł od odniesionych ran 24 listopada 1943. Fiennes odziedziczył tytuł baroneta po ojcu zostając trzecim baronetem Banbury w momencie urodzenia. Jest kuzynem aktorów Josepha i Ralpha a także dalekim krewnym brytyjskiej rodziny królewskiej.
Po wojnie przeprowadził się z matką do RPA, gdzie przebywał do ukończenia 12 roku życia.  Po powrocie do Anglii, uczęszczał do szkoły Sandroyd w Wiltshire oraz Eton, aby następnie wstąpić do Armii Brytyjskiej.

### Oficer
Służył osiem lat w armii – początkowo w byłym regimencie ojca, a następnie w SAS. Po problemach z dyscypliną w czasie stacjonowania w Anglii, ostatnie dwa lata spędził pomagając armii Sułtanatu Omanu zwalczać komunistyczną partyzantkę. Dowodził tam plutonem zajmującym się rekonesansem i przeprowadził kilka odważnych ataków na tereny okupowane przez rebeliantów w gubernatorstwie Zufar, za co został odznaczony przez sułtana.

### Odkrywca
W 1969 roku przewodził ekspedycji w stronę źródła Nilu Białego na pokładzie poduszkowca, a w 1970 roku na norweski lodowiec Jostedalsbreen. W latach 1979–1982 był liderem ekspedycji Transglobe, w czasie której wraz z dwoma innymi członkami SAS odbył podróż dookoła świata od bieguna do bieguna korzystając tylko z transportu lądowego i morskiego. Jest to jedyny taki wyczyn w historii.
W 1992 roku w Omanie, Fiennes został współodkrywcą ruin będących przypuszczalnie przedmieściem zaginionego miasta Irem opisanego w Koranie. Rok później, wyruszył w towarzystwie lekarza na pierwszy w historii marsz przez Antarktydę bez wsparcia zewnętrznego, co zajęło mu 93 dni. Kolejna próba by zdobyć biegun południowy solo była nieudana z powodu ataku kamicy nerkowej.
W 2000 roku, Fiennes spróbował dotrzeć samotnie i bez wsparcia zewnętrznego na biegun północny, tym razem ekspedycja skończyła się niepowodzeniem: wyciąganie sań, które wpadły do szczeliny w lodzie doprowadziło do odmrożeń na lewej dłoni i wycofania z wyprawy.  W 2003 roku, zaledwie cztery miesiące po zawale serca i operacji wszczepienia bypassów, wziął udział w imprezie Land Rover 7x7x7 Challenge, w czasie której ukończył 7 maratonów w 7 dni na 7 kontynentach. W 2008 próbował wejść na Mount Everest jako najstarszy Brytyjczyk, ale musiał zawrócić blisko szczytu z powodu problemów z sercem i zawrotów głowy; ten wyczyn udał mu się dopiero rok później. Zdobycie Mount Everest i obu biegunów nie udało się do tej pory nikomu innemu.
Ostatnią wyprawą do tej pory pozostaje nieudana ekspedycja ze stycznia 2013, kiedy wraz z pięcioma innymi osobami próbował przemierzyć Antarktydę po raz pierwszy zimą; Fiennes wycofał się po poważnych odmrożeniach dłoni, zaś reszta ekipy parę miesięcy później z powodu zbyt dużego obciążenia sprzętu przez lód.

### Pisarz
Fiennes jest autorem kilkunastu książek, m.in. biograficznych, a także powieści The Feather Men na podstawie której oparto fabułę filmu Elita zabójców. W 2003 roku opublikował biografię kapitana Roberta Scotta, która miała stanowić polemikę z biografami kwestionującymi wielkość osiągnięć polarnika. Pomimo porównań z samym Scottem, Fiennes utożsamia się bardziej z Lawrence’em Oatesem, współtowarzyszem Scotta w czasie nieszczęsnej wyprawy na Antarktydę w latach 1911–1912.

## Życie osobiste
9 września 1970 roku zawarł związek małżeński z  Virginią („Ginny”) Pepper. Razem z żoną byli właścicielami farmy w Exmoor, gdzie hodowali bydło rasy Angus. Ginny była dużym wsparciem podczas planowania i realizowania wypraw męża, za co została uhonorowana Polar Medal jako pierwsza kobieta w historii.  Zmarła w lutym 2004 r. na raka żołądka.
Rok po śmierci Ginny, Fiennes ożenił się z Louise Millington, z którą ma córkę Elizabeth urodzoną w kwietniu 2006.
Fiennes był brany pod uwagę w czasie castingów na odtwórcę roli Jamesa Bonda jako jeden z szóstki finalistów, ale został odrzucony przez producenta Alberta R. Broccoli z powodu „zbyt dużych dłoni i twarzy rolnika” na korzyść Rogera Moore’a.

## Nagrody i odznaczenia
W 1970 roku podczas służby w armii Omanu został odznaczony medalem za odwagę przyznawanym przez sułtana.  Królewskie Towarzystwo Geograficzne wyróżniło go Złotym Medalem Odkrywców (Gold Founder’s Medal) w 1984 roku,  w 1986 i 1994 roku otrzymał Polar Medal, zaś w 1993 roku został uhonorowany tytułem Oficera Orderu Imperium Brytyjskiego (OBE) zarówno za podróżnicze wyczyny, jak i za zgromadzenie przy ich okazji 14 milionów funtów na cele dobroczynne.
W czasie trwającej wiele dekad kariery otrzymał wiele honorowych doktoratów, kolejno od:
- Loughborough University (1986)
- Birmingham City University (1995)
- University of Portsmouth (2000)
- Glasgow Caledonian University (2002)
- University of Sheffield (2005)
- University of Abertay Dundee (2007)
- University of Plymouth (2011)
- University of Glamorgan (2012)

W 2010 roku zdobył tytuł najlepszego brytyjskiego celebryty w zbieraniu funduszy na cele charytatywne przez serwis internetowy JustGiving.com. Przez poprzednie dwa lata udało mu się zdobyć 2,5 miliona funtów na rzecz Marie Curie Cancer Care.

## Książki
- 1988 – Living Dangerously
- 1991 – The Feather Men
- 1992 – Atlantis of the Sands
- 1997 – The Sett
- 1998 – Discovery Road
- 1999 – Fit for Life
- 2000 – Beyond the Limits
- 2002 – The Secret Hunters
- 2003 – Captain Scott
- 2008 – Mad, Bad and Dangerous to Know
- 2010 – Mad Dogs and Englishmen: An Expedition Round My Family
- 2011 – My Heroes: Extraordinary Courage, Exceptional People
- 2013 – Cold: Extreme Adventures at the Lowest Temperatures on Earth